# Kratochvil Károly

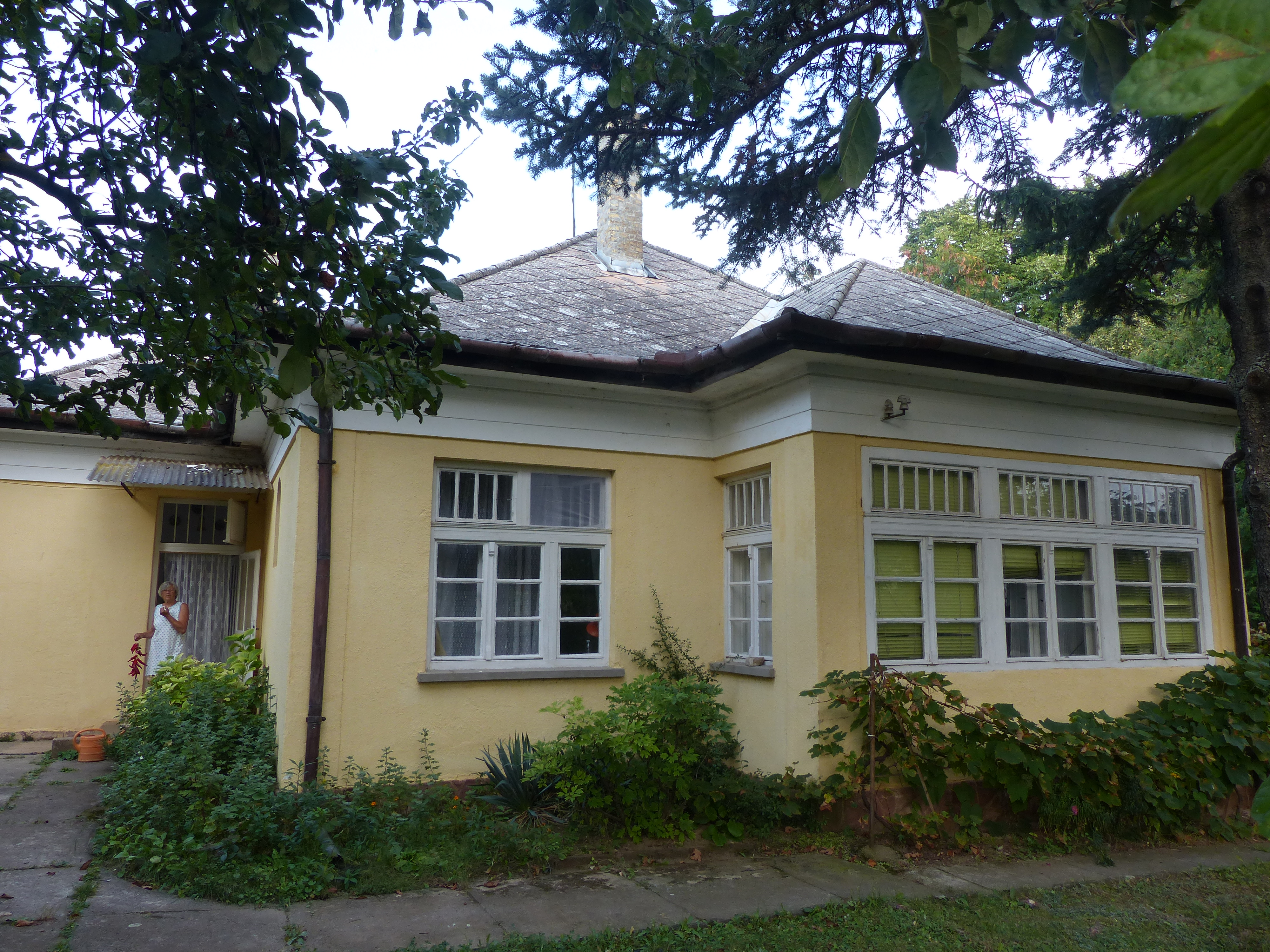
Kratochvil Károly háza Balatonszepezden

Szentkereszthegyi Kratochvil Károly (Kratochvillként, Kratochwillként is említik) (Brünn, 1869. december 13. – Budapest, 1946. szeptember 19.) magyar katonatiszt, a Székely Hadosztály parancsnoka.

## Élete

### Származása
Édesapja (Kratochvil József) tizenhat éves kőszegi diákként részt vett az 1848–49-es szabadságharcban, a magyar tüzérségnél szolgált. A harcok során megsebesült, fogságba esett, majd kényszersorozással az osztrák hadseregbe került. Bakából hamarosan tiszt lett, az 1866-os custozzai csatában már századparancsnokként foglalta el embereivel az olaszok Monte Santa Crocén elhelyezkedő állásait. Hősiességének jutalmaként a magyar nemesi címe elnyerése után, a szentkereszthegyi nemesi előnevet (hőstette színhelyének tükörfordítását) viselhette.
Kratochvil Károly Brünnben született, gyermekkorát – édesapjának gyakori állomáshely-változásai miatt – szerte a Monarchiában töltötte. Ezen helyszínek közül legmélyebb benyomást Brassó tette rá, ahol hat és tizennégy éves kora között élt. Élete végéig az erdélyi várost tekintette szülőföldjének, felesége (Izay Boriska) is onnan származott. 

### Az Osztrák–Magyar Monarchia katonája
Édesapja példáját követve katonai pályára készült, előbb a morvaországi Mährisch Weißkirchen-i katonai főreáliskolába került, majd tizennyolc évesen felvételt nyert a bécsújhelyi katonai akadémiára. Rövid szolgálat után 1894-ben bekerült a bécsi hadiakadémiára (Kriegsschule), mely intézmény a vezérkar előszobájának számított. Tanulmányai befejezése után nem sokkal, 1900-ban ki is nevezték vezérkari századossá. Képzettségére, képességeire jellemző adat, hogy ekkortól előbb a pécsi hadapród iskola, majd a Ludovika Akadémia tanára lett.
A tehetséges fiatal tisztre felfigyeltek az udvarnál is, 1909-től József főherceg két fiának, József Ferenc és László Liutpold főhercegeknek a nevelését irányította. Az első világháború kezdetekor saját kérésére felmentették az udvari szolgálat alól, frontszolgálatra osztották be. 1914 végétől (alezredesként) a mk. nagyváradi 4. gyalogezred parancsnoka lett, ezredével végig járta mind a galíciai, mind az olasz hadszíntereket. Az isonzói csaták során ezrede a Görz közelében emelkedő Monte San Michele magaslat védelmében tüntette ki magát, a hosszú, mostoha körülmények között vívott harcok során egyenruhájuk a felismerhetetlenségig összesározódott, ennek következtében később az ezredet az „agyagemberek” névvel illették. Kratochvil 1917-től a 39. dandár (ennek része volt a 4. ezred) parancsnoka lett. Első világháborús hőstetteiért 1929-ben megkapta a Katonai Mária Terézia-rend lovagkeresztjét.

### A Monarchia széthullása után
1918 végén, a háborús vereség után csapatait zárt katonai rendben vezette állomáshelyükre, Nagyváradra, ami a kor körülményei között (Linder Béla hírhedt kijelentése, meg a frontkatonák körében zajló agitáció) jelentős cselekedetnek számított. 1918 novemberében kinevezték az V. erdélyi katonai kerületi parancsnokság élére, Kolozsvárra. Ez (mivel a forradalmi kormányzat hibájából az alakulatok katonái szétszéledtek) tulajdonképpen csak adminisztratív tisztség volt, tényleges haderő nem állt rendelkezésére. 1918 decemberében a románok erdélyi betörését látva erőfeszítéseket tett a fegyveres ellenállás lehetőségeinek megteremtésére, nagy sietséggel szervezte a volt erdélyi ezredek feltöltésére irányuló toborzást. Kolozsvárott megkereste néhány fiatal székely tartalékos tiszt, akik felajánlották, hogy a már elfoglalt Székelyföldről toboroznak önkénteseket. Kratochvil a tervet elfogadta, ez a toborzás alapozta meg a későbbi Székely Hadosztály létrejöttét. 1918. december 24-én a román csapatok benyomultak Kolozsvárra. Kratochvil korábban úgy döntött, hogy – mivel még nem alkalmasak a sikeres ellenállásra – csapatait nyugatabbra vonja, az Erdély földrajzi határát jelentő magaslatok, hágók, szorosok vonalába, és ott várja be a további csatlakozókat. A Székely Hadosztály és az erdélyi katonai kerületi parancsnokság alá tartozó egyéb csapatok (mindkettőnek Kratochvil volt a parancsnoka) 1919 januárjától április 16-áig állták útját a románoknak a Máramarosszigettől a Belényesi-medencéig tartó frontszakaszon. 
Kratochvil azonban már március 21., a Tanácsköztársaság kikiáltása után felkereste az Erdélyi Kormányzótanács vezetőjét és kijelentette, hogy „készen áll a román hadsereg oldalán harcolni a proletárdiktatúra ellen”. Kratochvil visszaemlékezéseiben leírta, hogy április 16-án „átcsoportosította” hadosztályát – azaz a hadvezetés engedélye nélkül visszavonult. Elhatározását a hadvezetésnek küldött jelentésében azzal indokolta, hogy 60%-os veszteséget szenvedett a románoktól, ami nem volt igaz. 1919. április 20-án megszakított minden érintkezést a Hadügyi Népbiztossággal és tárgyalásokat kezdett a fegyverletételről a románokkal. 26-án, Demecsernél letették a fegyvert. A fegyverletétel után a románok, ígéretük ellenére, Kratochvilt tiszttársaival együtt egy időre Brassóba internálták.
A fogságból történt szabadulása után a román állam elleni bűncselekmény vádjával indított, halálbüntetést is kilátásba helyező eljárás is folyt ellene, minden törvényes alap nélkül, mivel 1920. június 4-ig Romániának semmilyen törvényes alapja nem volt Erdély birtoklására. 1920. augusztus 1-én Horthy Miklós kormányzó tábornokká léptette elő. 1921-től a debreceni vegyesdandár és katonai körlet parancsnokává nevezték ki altábornagyi rangban. Katonai pályájának végén, 1923–24-ben a Hadtörténelmi Múzeum igazgatója volt, majd viszonylag fiatalon, ereje teljében nyugdíjazták.

### Nyugállományban
A két világháború között jelentős közéleti tevékenységet folytatott, vezetőségi tagja volt több revizionista, hazafias szervezetnek, így például a Székely Hadosztály Egyesületnek, az Országos Frontharcos Szövetségnek, az 1919 júniusában alapított Bajtársak Szövetségének, az Erdélyi Férfiak Egyesületének a Turáni Vadászok Egyesületének. A Magyar–Lengyel Egyesület, a Székely–Finn Társaság, a Magyar–Francia Kultúrliga és a Magyar Külügyi Társaság nevű külpolitikai egyesületekben is vezető tisztségviselő volt. Tagja volt művészeti társaságok vezetőségének is: a Magyar Iparművészek Országos Egyesületének elnöke, a Magyar Irodalmi és Művészeti Szövetség és a Nemzeti Szalon Művészeti Egyesület választmányi tagja, valamint a Mozart Egylet vezetőségi tagja volt. Politikailag a katolikus-legitimista körökkel szimpatizált, levelezésben állott az irányzat számos prominensével: gr. Hunyady Józseffel, Ernszt Sándorral, Serédi Jusztiniánnal és Kornis Gyulával. Kapcsolatrendszere a legmagasabb körökig terjedt, rendszeresen érintkezett Horthyval, Telekivel, Bethlennel. A vészkorszakban a Székely Hadosztály Egyesület vezetőjeként zsidómentő tevékenységet is folytatott.

### Utolsó évei
A második világháború és a második bécsi döntés után reaktiválásában reménykedett, de az nem történt meg, mert a honvédelmi vezetők már megváltoztak. A szovjet megszállást követően egzisztenciája összeomlott, elvesztette budapesti lakását is. 1946-ban halt meg Budapesten.

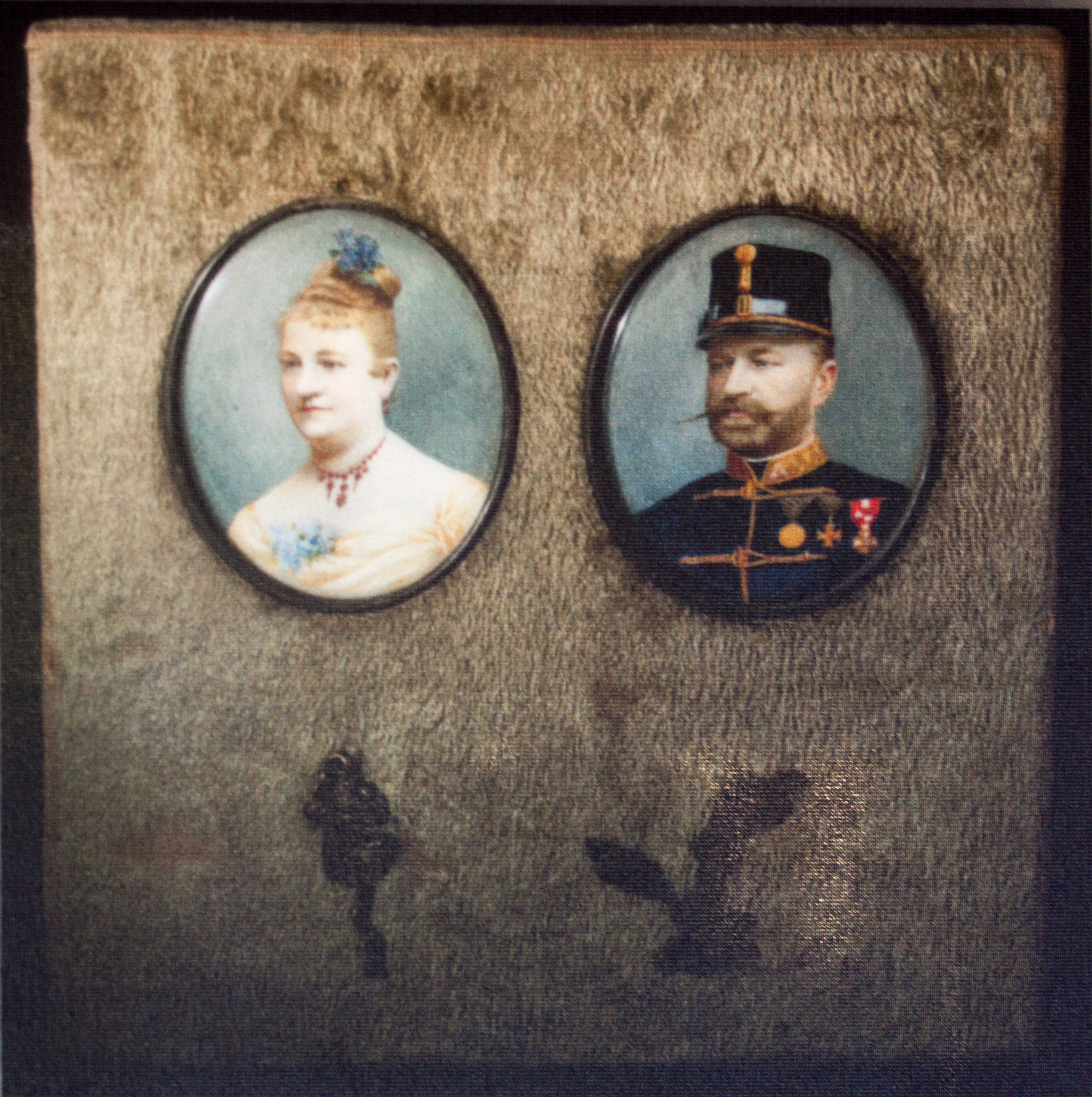
Kratochvil Károly szülei, Kratochvil József ezredes és felesége, Paula
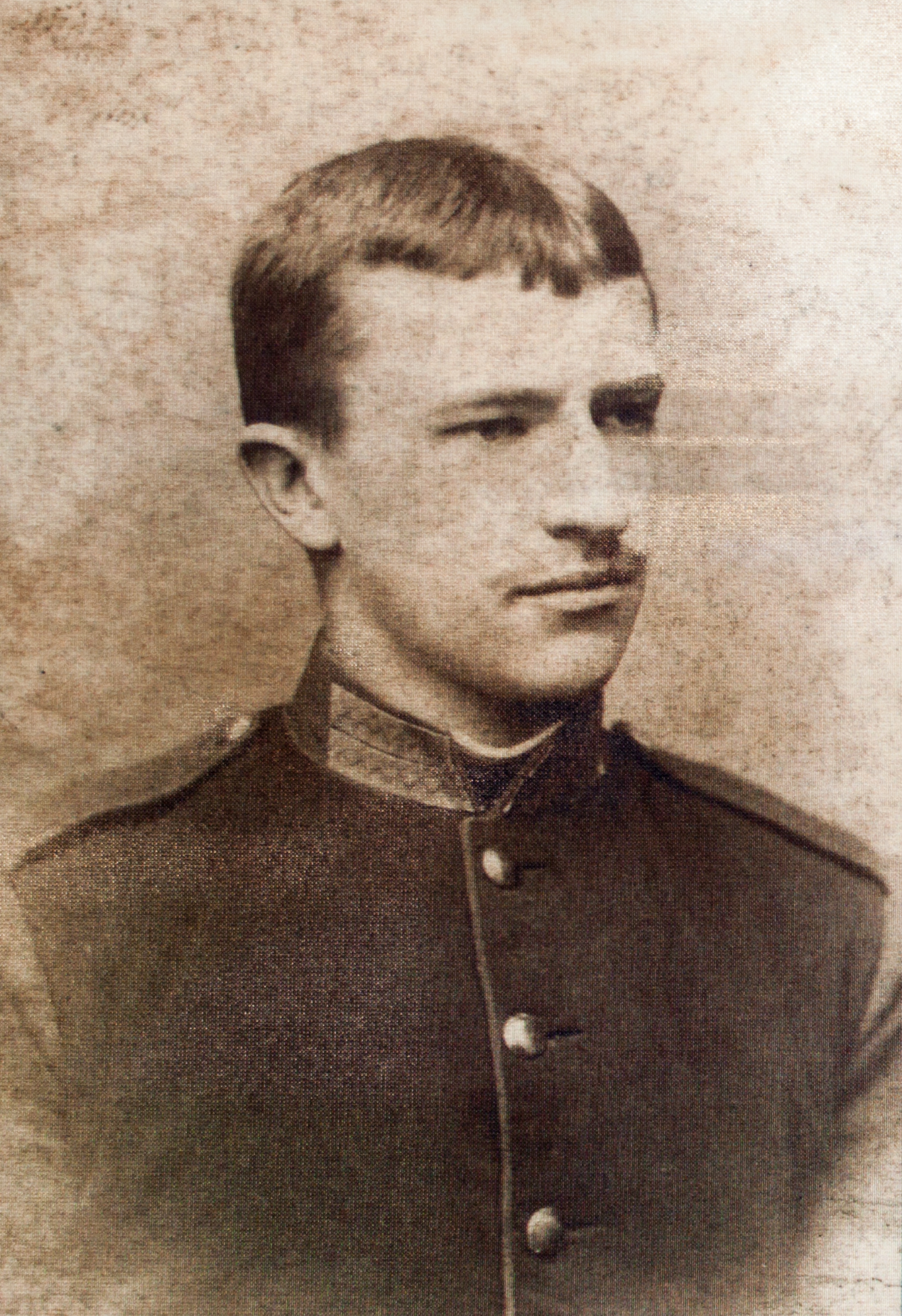
Kratochvil Károly a bécsújhelyi katonai akadémián
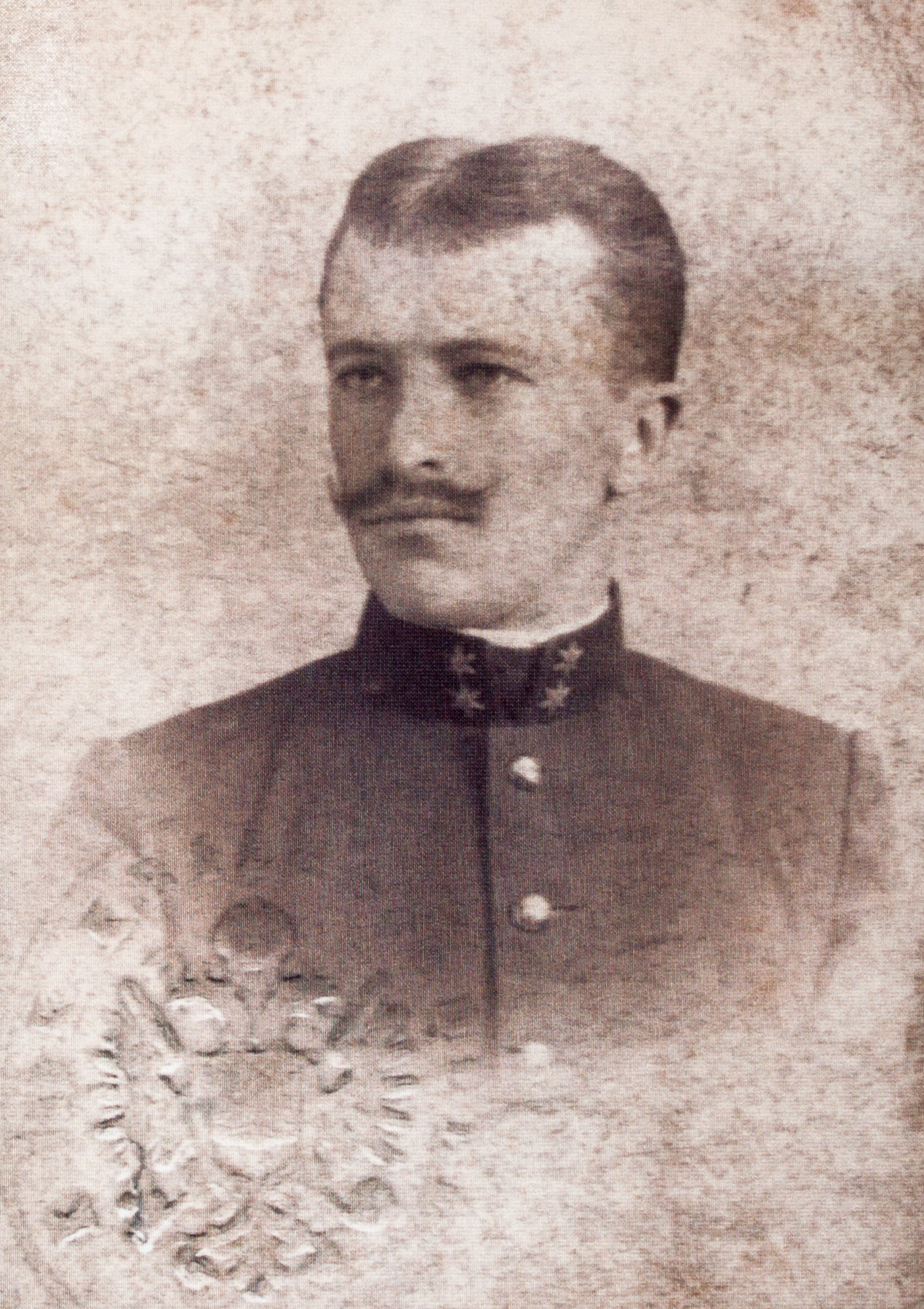
Főhadnagyként a bécsi hadiiskolán
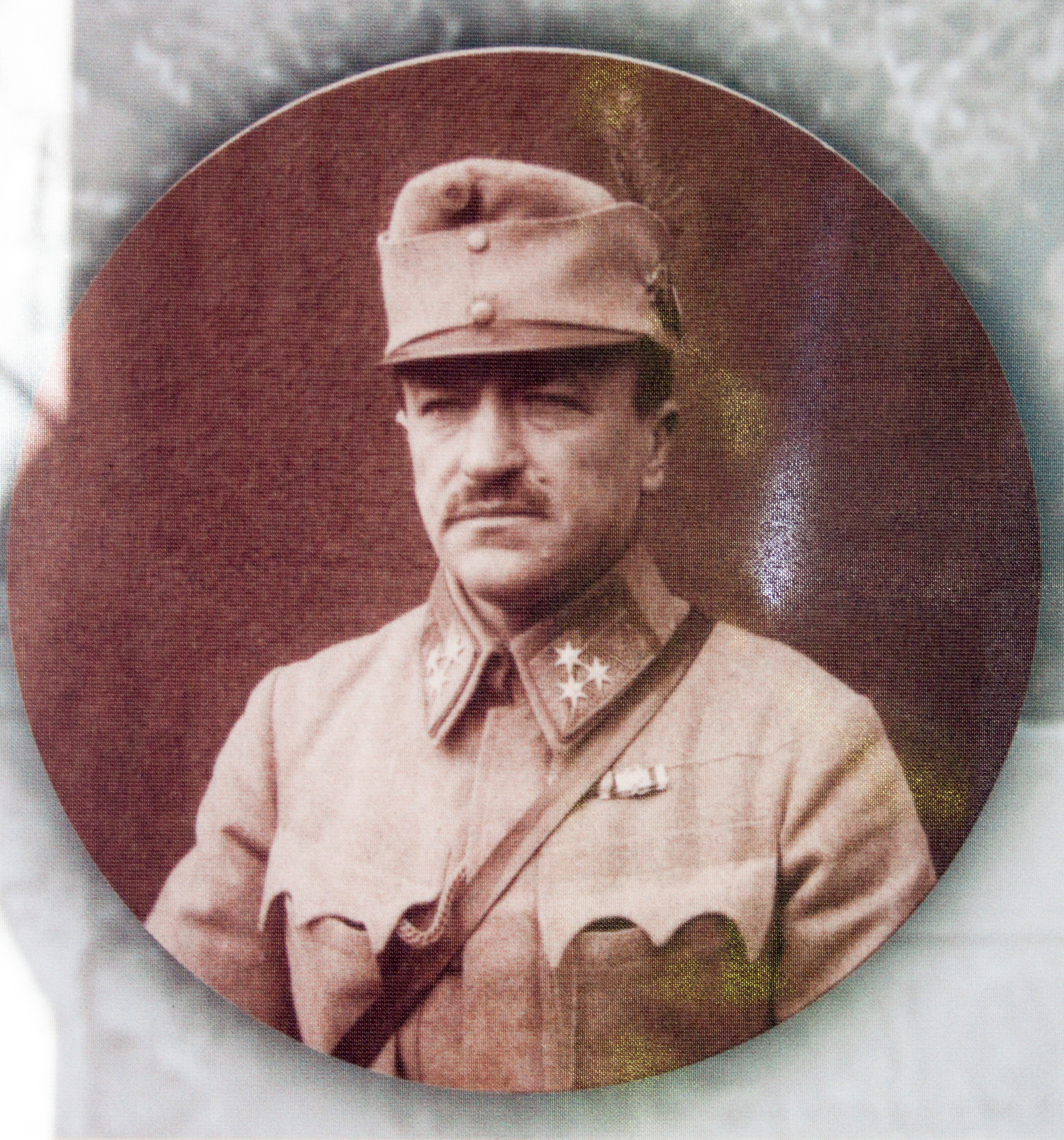
Ezredesként az orosz fronton

## Írásai
- Szentkereszthegyi Kratochvil Károly: Erdélyi ezredek a világháborúban 1914–1918, Ardói Irodalmi és Könyvkiadó Vállalat, Budapest, 1941 https://adt.arcanum.com/hu/view/MEVH_AlakulatTort_027/?pg=2&layout=s Hozzáférés: 2023.05.11
- A székely hadosztály 1918-19. évi bolsevistaellenes és ellenforradalmi harcai a székely dicsőségért, Erdélyért, Magyarország területi épségéért és Európáért : 1.; Székely Hadosztály Egyesület, Budapest, 1938?
- Gyászos idők tündöklő csillaga. Kratochvil Károly válogatott írásai; szerk. Domonkos László; Méry Ratio, Somorja, 2012
- A székely hadosztály 1918-19. évi bolsevistaellenes és ellenforradalmi harcai a székely dicsőségért, Erdélyért, Magyarország területi épségéért és Európáért; sajtó alá rend., jegyz. Turbucz Péter; Attraktor, Máriabesnyő, 2017 (Fiat iustitia)

## Emlékezete

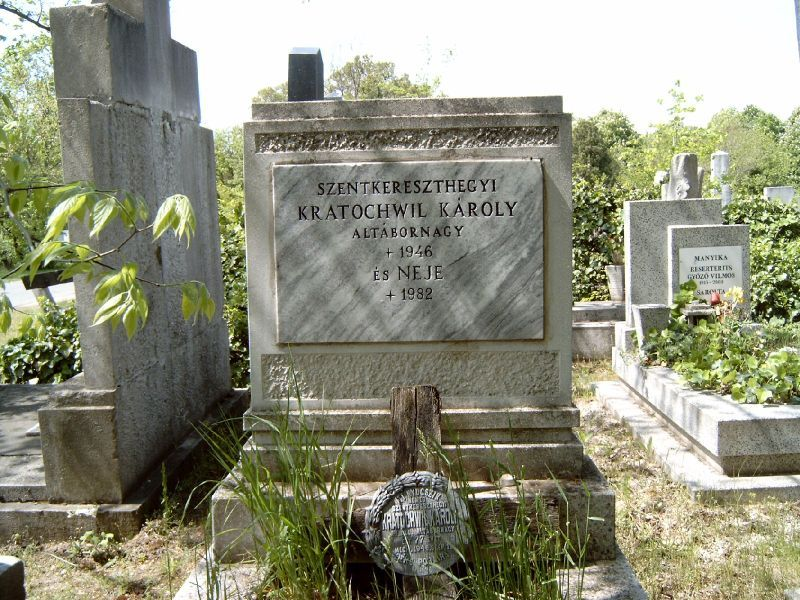
Kratochvil Károly sírja Budapesten. Új köztemető: 16/5-1-40

2014 augusztusától a nevét viseli a debreceni Kratochvil Károly Honvéd Középiskola és Kollégium (a korábbi Gábor Dénes Elektronikai Műszaki Szakközépiskola és Kollégium). 2016 júniusában a Hadtörténeti Intézet és Múzeumban emlékkonferenciával programsorozat kezdődött halálának 70. évfordulója alkalmából, ezzel egyidejűleg nyitották meg „A Doberdó hőse – Kratochvil Károly altábornagy, a sokoldalú hazafi” című kiállítást, amit Nagyváradon, Nagyszalontán és Kézdivásárhelyen és Székelyudvarhelyen is meg lehetett tekinteni.